# 조선사상범보호관찰령
조선사상범보호관찰령(朝鮮思想犯保護觀察令)은 일제강점기 후기인 1936년에 공포된 법령이다.

## 개요
중일 전쟁을 앞두고 대대적으로 벌어진 사상 통제의 일환으로 1936년 12월 12일에 제령 제16호로 공포되었다. 1941년에 공포된 조선사상범예비구금령과 짝을 이루어 조선에서 일본 제국에 반대하는 일체의 사상을 탄압하고 사상범을 감시하는 역할을 했다.
조선사상범보호관찰령 공포로 사상범을 감시하는 역할을 맡은 보호사 제도가 도입되어 대도시 지역에 사상범보호관찰소를 세우고 보호사를 위촉했다. 사상범보호관찰소는 감옥과 유사한 기능을 수행했다. 보호사는 주로 일본인이 맡았으며 조선인 가운데서도 일부가 보호사로 선별 임명되었다.
이 법에 따르면 징역형을 선고받은 사상범이 형기를 마치고 출소하더라도, 거주와 취직, 여행의 자유가 제한되며 다른 사람과 접촉하거나 편지로 통신하는 것을 제한받을 수 있다. 시국대응전선사상보국연맹이라는 단체가 결성되고 이를 통해 항일 사상범이 대부분인 치안유지법 위반자를 대상으로 재범을 막기 위한 전향을 조직적으로 권유했다.

## 내용
이 법령의 제1조에서는 치안유지법 위반자 중 집행유예의 언도가 있는 경우, 또 형의 집행이 종료되었거나 가출옥이 된 경우에 보호관찰심사회의 결정에 따라 보호관찰 처분을 내릴 수 있다고 규정했다. 여기에는 제6조의 예외 규정이 있어서 필요시에는 보호관찰심사회의 결정이 내려지기 전에도 보호관찰 하에 둘 수 있었다.
제2조에서 보호관찰이란 재범을 막기 위하여 사상과 행동을 관찰하는 것으로 정의되며, 실행 방법은 제3조에서 보호관찰소 보호사의 관찰에 맡기거나 보호자에게 인도하거나 또는 제삼의 다른 기관에 위탁할 수 있는 것으로 규정되어 있다. 제5조에 따라 보호관찰 기간은 2년으로 규정되나 필요에 따라 보호관찰심사회가 연장할 수 있다.
이 법에 따라 경성부, 대구, 광주, 평양, 신의주, 함흥, 청주에 보호관찰소가 세워졌고, 독립된 관청 역할을 했다.

## 평가 및 비판
대한민국의 보안관찰법을 비판하고 폐지를 요구하는 측에서는 이 법의 전신인 사회안전법이 일제강점기에 만들어진 조선사상범보호관찰령을 이어받고 있다고 주장하기도 한다.
조선민주주의인민공화국에서는 "일제가 저들의 식민지통치를 반대하고 나라의 독립을 위하여 싸우는 조선의 혁명가들과 애국적인민들을 탄압할 목적으로 조작한 파쑈적인 형사악법"이라 평가했다.

## 참고자료
- 백기완, 송건호, 임헌영 (2004년 5월 20일). 〈10. 사상범보호관찰령과 사상보국〉. 《해방전후사의 인식 (1)》. 서울: 한길사. ISBN 89-356-5542-2.